# Amy Rudolph
Amy Rudolph (Amy Lynn Rudolph; * 18. September 1973 in Ridgway, Pennsylvania) ist eine ehemalige US-amerikanische Langstreckenläuferin.
1996 stellte sie über 5000 Meter mit 14:56,04 min einen nationalen Rekord auf und wurde über dieselbe Distanz Zehnte bei den Olympischen Spielen in Atlanta. 
Bei den Weltmeisterschaften 1997 in Athen schied sie über 5000 Meter im Vorlauf aus. 1998 wurde sie bei den Crosslauf-Weltmeisterschaften in Marrakesch Neunte auf der Kurzstrecke. Nachdem sie bei den Weltmeisterschaften 1999 in Sevilla erneut über 5000 Meter im Vorlauf gescheitert war, wurde bei ihr Eisenmangelanämie diagnostiziert. Im Jahr darauf wurde sie bei den nationalen Ausscheidungskämpfen (Trials) für die Olympischen Spiele in Sydney Vierte über 5000 Meter, kam aber als Nachrückerin ins Team. Kurz vor dem olympischen Wettkampf fing sie sich eine Virusinfektion ein und schied im Vorlauf aus.
Bei den Weltmeisterschaften 2001 in Edmonton kam sie über 5000 Meter nicht über die Vorrunde hinaus.
2004 verpasste sie die Teilnahme an den Olympischen Spielen in Athen. Über 5000 Meter erfüllte sie den A-Standard, wurde jedoch bei den Trials nur Vierte. Über 1500 Meter wurde sie bei den Trials Dritte, konnte aber nur den B-Standard erbringen.
Im Jahr darauf siegte sie beim Great Ireland Run, schied aber bei den Weltmeisterschaften in Helsinki über 5000 Meter erneut im Vorlauf aus.
2006 wurde sie US-Meisterin über 10.000 Meter, ihr erster nationaler Titel, den sie auf der Bahn im Freien gewann, nach dem sie 1997 und 2002 in der Halle über 3000 Meter, 1998 und 1999 im Crosslauf auf der Kurzstrecke und 1998 im 8-km-Straßenlauf US-Meisterin geworden war.
2009 wurde sie Fünfte beim Halbmarathon-Bewerb des Houston-Marathons.
Amy Rudolph ist 1,73 m groß und wiegt 56 kg. Sie absolvierte ein Studium der Gesundheitswissenschaften am Providence College, wo sie danach als Assistenztrainerin im Leichtathletikbereich tätig war. Seit 2005 ist sie mit dem irischen Langstreckenläufer Mark Carroll verheiratet.

## Persönliche Bestzeiten
- 1500 m: 4:06,02 min, 5. August 2000, Heusden
  - Halle: 4:10,45 min (Zwischenzeit), 20. Januar 2001, New York City
- 1 Meile: 4:27,66 min, 17. Juli 1999, Nizza
  - Halle: 4:28,47 min, 20. Januar 2001, New York City
- 3000 m: 8:39,86 min, 11. August 2000, Zürich
  - Halle: 8:48,33 min, 4. Februar 2001, Boston
- 5000 m: 14:56,04 min, 8. Juli 1996, Stockholm
- 10.000 m: 31:18,96 min, 1. Mai 2005, Palo Alto
- 10-km-Straßenlauf: 32:16 min, 9. April 2005, Dublin
- Halbmarathon: 1:12:35 h, 18. Januar 2009, Houston